# Biblioteca pública municipal Gabriel García Márquez
La Biblioteca Pública Municipal Gabriel García Márquez es uno de los centros que componen la red de bibliotecas públicas del Ayuntamiento de Madrid. Situada en el barrio de Orcasur, distrito de Usera. Fue reinaugurada el 15 de diciembre de 2014 pasando a denominarse Gabriel García Márquez, “como homenaje del pueblo de Madrid, capital cultural de 500 millones de hispanohablantes, a su brillante obra literaria y periodística, y como referente universal de la literatura en español”.

## Historia
La biblioteca se encuentra en el barrio de Orcasur, perteneciente al distrito de Usera, que fue construido entre 1983 y 1987 gracias, entre otros,  al empuje de las plataformas vecinales que lucharon para que se llevara a cabo el Plan Parcial de Ordenación de Orcasur de 1977. Consistió en dotar de viviendas y espacios dignos a los diferentes Poblados (Mínimo, Agrícola y de Absorción) creados en 1954 por el Instituto Nacional de la Vivienda, de manera muy precaria, como consecuencia del aluvión migratorio proveniente de  regiones del centro y sur de la península a la capital. El nuevo barrio dispuso en su eje central, Avenida de Orcasur, todos los equipamientos comerciales y un Centro Cívico, que sería el lugar de encuentro de los vecinos. 
En el Centro Cultural se ubicó la biblioteca que inicialmente se denominó Orcasur, abriéndose al público el 22 de abril de 1987, siendo alcalde Juan Barranco Gallardo. La Biblioteca de Orcasur disponía de sala infantil, sala de lectura y préstamo en una superficie de apenas 250 metros cuadrados. Todavía en obras el nuevo barrio, la biblioteca abría solo por las tardes. En 2012, después de 25 años, se decidió remodelar las instalaciones en el mismo edificio pero ampliando el espacio para dar cabida a más servicios demandados. La reforma del actual edificio fue llevada a cabo bajo la dirección del arquitecto José Antonio Escribano Cañas y durante este tiempo la biblioteca siguió en funcionamiento en un espacio reducido adecuado provisionalmente durante la duración de las obras.  
El proyecto de remodelación de la biblioteca tuvo que adaptarse a una obra escultórica que hay en el Centro Cultural y cuyo autor es Nacho Criado, premio Nacional de Artes Plásticas y Medalla de Oro al Mérito en las Bellas Artes. El artista, conocido por ser un artista sin estudio, militó en diversas vanguardias —desde el Movimiento Fluxus y el Arte Povera al grupo Zaj, entre otros— y reconoció influencias de artistas como Rothko, Duchamp o Manzoni. La obra, que por cierto es la de mayor dimensión en un lugar público que realizó el artista, consiste en el diseño de un gran telón teatral enmarcado por la alegoría a una ruina clásica granítica a la que le sustrajo un rosetón que instaló en el muro opuesto de la gran sala, alusión al tiempo en forma de esfera de reloj. Este muro opuesto no pudo alterarse en el proyecto y hubo que diseñar una sala con techo de cristal para dejar visible el reloj.
El 15 de diciembre de 2014 se reabrió la biblioteca en un espacio totalmente renovado y accesible siendo rebautizada con el nombre de Gabriel García Márquez en homenaje al escritor colombiano ganador del premio de literatura Nobel. A la inauguración acudieron la alcaldesa Ana Botella, el escritor Juan Cruz, y representantes de las diferentes plataformas vecinales, culturales y del distrito.

## Colecciones
La biblioteca cuenta con 1.196 metros cuadrados de superficie útil repartidos en tres plantas, con 43.721 fondos bibliográficos y audiovisuales, 148 puestos de lectura y 27 puestos de acceso a Internet. 
En la planta de acceso se ubica la hemeroteca con prensa diaria nacional y revistas, puestos de acceso a Internet, la colección de multimedia compuesta por música y películas y el mostrador de atención al público. La planta inferior acoge sala de lectura, colección bibliográfica de ficción y ensayo, comicteca clasificada por escuelas y área de lectura juvenil. En la planta superior se encuentra la sala de estudio aislada con dos salas de grupo para trabajo y el área de infantil compuesta por bebeteca, zona multimedia, colección bibliográfica clasificada por edades y temas, puestos de acceso a Internet y sala polivalente en la que se realizan actividades.

## Servicios
En base al manifiesto de la IFLA/UNESCO sobre la Biblioteca Pública (1994),  la biblioteca es un centro local de información que facilita a sus usuarios toda clase de conocimiento e información, prestando servicios sobre la base de igualdad de acceso para todas las personas. Entre sus misiones figura crear y consolidar los hábitos de lectura en los niños desde los primeros años por lo que dispone de colección adaptada en la bebeteca, así como realiza cuentacuentos para estimular la creatividad e imaginación. En el área infantil dispone de un “Rincón de Madres y Padres” con una colección bibliográfica especializada de temática en torno al embarazo y lactancia, crecimiento, salud y educación. 
La biblioteca garantiza el acceso a todo tipo de información ofreciendo una colección variada tanto en contenido como en formatos: libros, audiolibros, libros de letra grande, préstamo de lupas, libros en lectura fácil, en otros idiomas, filmografía en formato DVD y Blu-ray, CD de música y videos musicales. Para facilitar el progreso en el uso de la información y su manejo a través de medios informáticos dispone de puestos de acceso a Internet y wi-fi .La biblioteca desarrolla numerosas actividades propias y en cooperación con organismos y asociaciones locales, realiza programas de alfabetización informacional (talleres básicos de internet) talleres formativos dirigidos a todas las edades y difusión cultural a través de charlas, proyecciones cinematográficas y exposiciones temporales.

## Accesos
A la biblioteca se puede llegar en transporte público, a través de Cercanías Madrid desde la estación de Orcasitas perteneciente a la línea C-5, usando las líneas de autobús de la EMT Madrid 78, 116 y desde la estación de Metro de Madrid de San Fermín-Orcasur, perteneciente a la línea 3.

## Accesibilidad
La biblioteca desde su reapertura el 15 de diciembre de 2014 está comprometida con un plan de accesibilidad para todos sus usuarios. El acceso a la biblioteca desde la Plaza del Pueblo, 2, dispone de cartel identificativo y cuenta con rampa accesible con un tramo de 20 m de longitud e inclinación del 6%. Su ancho libre de paso es de 1,30 m y dispone de un doble pasamanos siendo el pavimento antideslizante.
La entrada a perros de asistencia está permitida y el itinerario a la zona de atención al público carece de desnivel y es antideslizante estando visiblemente indicado con cartel de “Información”. El mostrador de atención al público es de fácil localización desde el acceso y dispone de bucle de inducción magnética así con dos alturas con área adaptada. La biblioteca dispone de ascensor para desplazarse en sus tres plantas disponiendo de adaptación con botones fáciles de ver, indicaciones en braille y colores de contraste para personas con discapacidad visual.
Los cuartos de baño están en la planta -1, disponiendo de una cabina de aseo adaptada para usuarios de sillas de ruedas señalizada con el Símbolo Internacional de Accesibilidad y zona de cambiapañales.